# Kahama United
Le Kahama United est un club de football tanzanien basé à Shinyanga.